# Gare d'Izegem
La gare d'Izegem (en néerlandais : station Izegem) est une gare ferroviaire belge de la ligne 66, de Bruges à Courtrai, située à proximité du centre de la ville d'Izegem dans la province de Flandre-Occidentale en Région flamande.
Elle est mise en service en 1847 par la Société des chemins de fer de la Flandre-Occidentale (FO). C'est une gare de la Société nationale des chemins de fer belges (SNCB) desservie par des trains InterCity (IC), Omnibus (L) et d'Heure de pointe (P).

## Situation ferroviaire
Établie à 18 mètres d'altitude, la gare d'Izegem est située au point kilométrique (PK) 31,672 de la ligne 66, de Bruges à Courtrai, entre les gares ouvertes de Roulers et d'Ingelmunster.

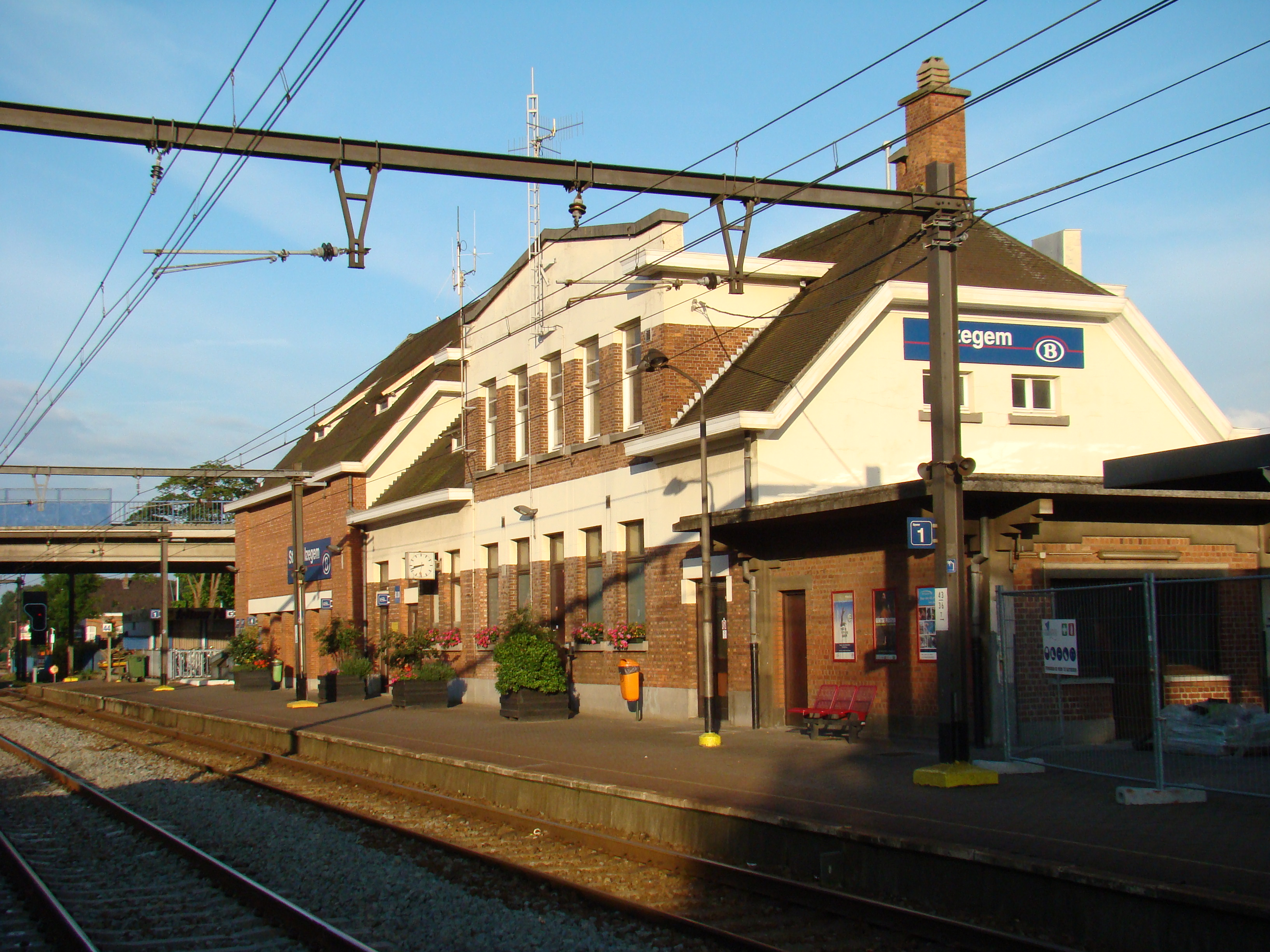
Intérieur de la gare.

## Histoire
La station d'Izegem est mise en service le 28 mai 1847, par la Société des chemins de fer de la Flandre-Occidentale (FO), lorsqu'elle ouvre à l'exploitation la section de Roulers à Izegem de sa ligne de Bruges à Courtrai. Elle devient une gare de passage avec l'ouverture de la section suivante d'Izegem à Ingelmunster est mise en service le 28 mai 1847.
Le bâtiment d'origine est remplacé par une construction monumentale de style art-déco adjugée en 1929 et financée pour bonne part par la commune. Cette construction due aux architectes Paul Nouille et G Duchateau était jumelée à l'hôtel des postes et télégraphes mais cette dernière partie a été détruite en 1974 pour réaliser un pont routier.

## Service des voyageurs

### Accueil
Gare SNCB, elle dispose d'un bâtiment voyageurs, avec guichet, ouvert tous les jours. Des aménagements, équipements et services sont à la disposition des personnes à la mobilité réduite. 
Un souterrain permet la traversée des voies et le passage d'un quai à l'autre.

### Desserte
Izegem est desservie par des trains InterCity (IC), Omnibus (L) et d'Heure de pointe (P) de la SNCB, qui effectuent des missions sur la ligne commerciale 66 (Bruges - Courtrai) (voir brochure SNCB de la ligne 66).

#### Semaine
Izegem possède deux dessertes cadencées à l'heure :
- des trains IC-23 effectuant le trajet Ostende - Bruges - Courtrai - Zottegem - Bruxelles-Midi - Bruxelles-Aéroport-Zaventem ;
- des trains IC-32 effectuant le trajet Bruges - Lichtervelde - Courtrai (sept de ces trains sont prolongés depuis ou vers Ostende).

Plusieurs trains supplémentaires d'heure de pointe se rajoutent en semaine :
- deux trains IC-12 reliant Ostende à Welkenraedt via Courtrai, Bruxelles et Liège (les autres IC-12 partent de Welkenraedt) ;
- un unique train P d’Ostende à Schaerbeek (tôt le matin) ;
- deux trains P de Courtrai à Bruges (le matin) et deux autres l’après-midi ;
- un train P de Bruges à Courtrai (le matin) et deux autres l’après-midi ;
- un unique train P de Roulers à Courtrai (tôt le matin).

#### Week-ends et fériés
La desserte se limite aux trains IC-23 (toutes les heures) et aux trains IC-32 (toutes les deux heures).

### Intermodalité
Un parc pour les vélos et un parking pour les véhicules y sont aménagés, mais le stationnement des voitures se fait de l'autre côté des voies par rapport au bâtiment voyageurs. Elle est desservie par des bus De Lijn.

## Comptage voyageurs
Ce graphique et tableau montre le nombre de voyageurs embarquant en moyenne durant la semaine, le samedi et le dimanche.
| Nombre de passagers qui embarquent à la gare d`Izegem | Nombre de passagers qui embarquent à la gare d`Izegem | Nombre de passagers qui embarquent à la gare d`Izegem | Nombre de passagers qui embarquent à la gare d`Izegem |
|                                                       | Semaine                                               | Samedi                                                | Dimanche                                              |
| ----------------------------------------------------- | ----------------------------------------------------- | ----------------------------------------------------- | ----------------------------------------------------- |
| 1977                                                  | 868                                                   | 274                                                   | 475                                                   |
| 1978                                                  | 852                                                   | 270                                                   | 330                                                   |
| 1979                                                  | 1 442                                                 | 331                                                   | 520                                                   |
| 1980                                                  | 1 163                                                 | 382                                                   | 346                                                   |
| 1981                                                  | 1 369                                                 | 431                                                   | 309                                                   |
| 1982                                                  | 1 200                                                 | 305                                                   | 489                                                   |
| 1983                                                  | 1 540                                                 | 346                                                   | 464                                                   |
| 1984                                                  | 1 332                                                 | 314                                                   | 453                                                   |
| 1985                                                  | 1 671                                                 | 372                                                   | 548                                                   |
| 1986                                                  | 1 182                                                 | 315                                                   | 416                                                   |
| 1987                                                  | 1 267                                                 | 348                                                   | 585                                                   |
| 1988                                                  | 1 277                                                 | 297                                                   | 542                                                   |
| 1989                                                  | 1 034                                                 | 328                                                   | 434                                                   |
| 1990                                                  | 1 000                                                 | 351                                                   | 548                                                   |
| 1991                                                  | 995                                                   | 391                                                   | 614                                                   |
| 1992                                                  | 1 061                                                 | 370                                                   | 527                                                   |
| 1993                                                  | 1 023                                                 | 398                                                   | 606                                                   |
| 1994                                                  | 1 190                                                 | 391                                                   | 512                                                   |
| 1995                                                  | 1 069                                                 | 393                                                   | 550                                                   |
| 1996                                                  | 998                                                   | 361                                                   | 370                                                   |
| 1997                                                  | 1 101                                                 | 366                                                   | 572                                                   |
| 1998                                                  | 1 209                                                 | 360                                                   | 468                                                   |
| 1999                                                  | 1 065                                                 | 470                                                   | 585                                                   |
| 2000                                                  | 1 190                                                 | 584                                                   | 658                                                   |
| 2001                                                  | 952                                                   | 436                                                   | 510                                                   |
| 2002                                                  | 959                                                   | 466                                                   | 546                                                   |
| 2003                                                  | 1 103                                                 | 418                                                   | 606                                                   |
| 2004                                                  | 1 066                                                 | 495                                                   | 628                                                   |
| 2005                                                  | 1 151                                                 | 578                                                   | 622                                                   |
| 2006                                                  | 1 070                                                 | 554                                                   | 616                                                   |
| 2007                                                  | 1 129                                                 | 462                                                   | 739                                                   |
| 2008                                                  | -                                                     | -                                                     | -                                                     |
| 2009                                                  | 1 076                                                 | 408                                                   | 565                                                   |
| 2010                                                  | -                                                     | -                                                     | -                                                     |
| 2011                                                  | -                                                     | -                                                     | -                                                     |
| 2012                                                  | 1 472                                                 | 504                                                   | 660                                                   |
| 2013                                                  | 1 438                                                 | 485                                                   | 633                                                   |
| 2014                                                  | 1 352                                                 | 625                                                   | 816                                                   |
| 2015                                                  | 1 256                                                 | 402                                                   | 578                                                   |
| 2016                                                  | 1 244                                                 | 540                                                   | 451                                                   |
| 2017                                                  | 1 336                                                 | 457                                                   | 438                                                   |
| 2018                                                  | 1 421                                                 | 377                                                   | 416                                                   |
| 2019                                                  | 1 343                                                 | 368                                                   | 397                                                   |
| 2020                                                  | 929                                                   | 358                                                   | 363                                                   |
| 2021                                                  | -                                                     | -                                                     | -                                                     |
| 2022                                                  | 1 196                                                 | 397                                                   | 243                                                   |
| 2023                                                  | 1 274                                                 | 376                                                   | 401                                                   |
| 2024                                                  | 1 380                                                 | 342                                                   | 363                                                   |

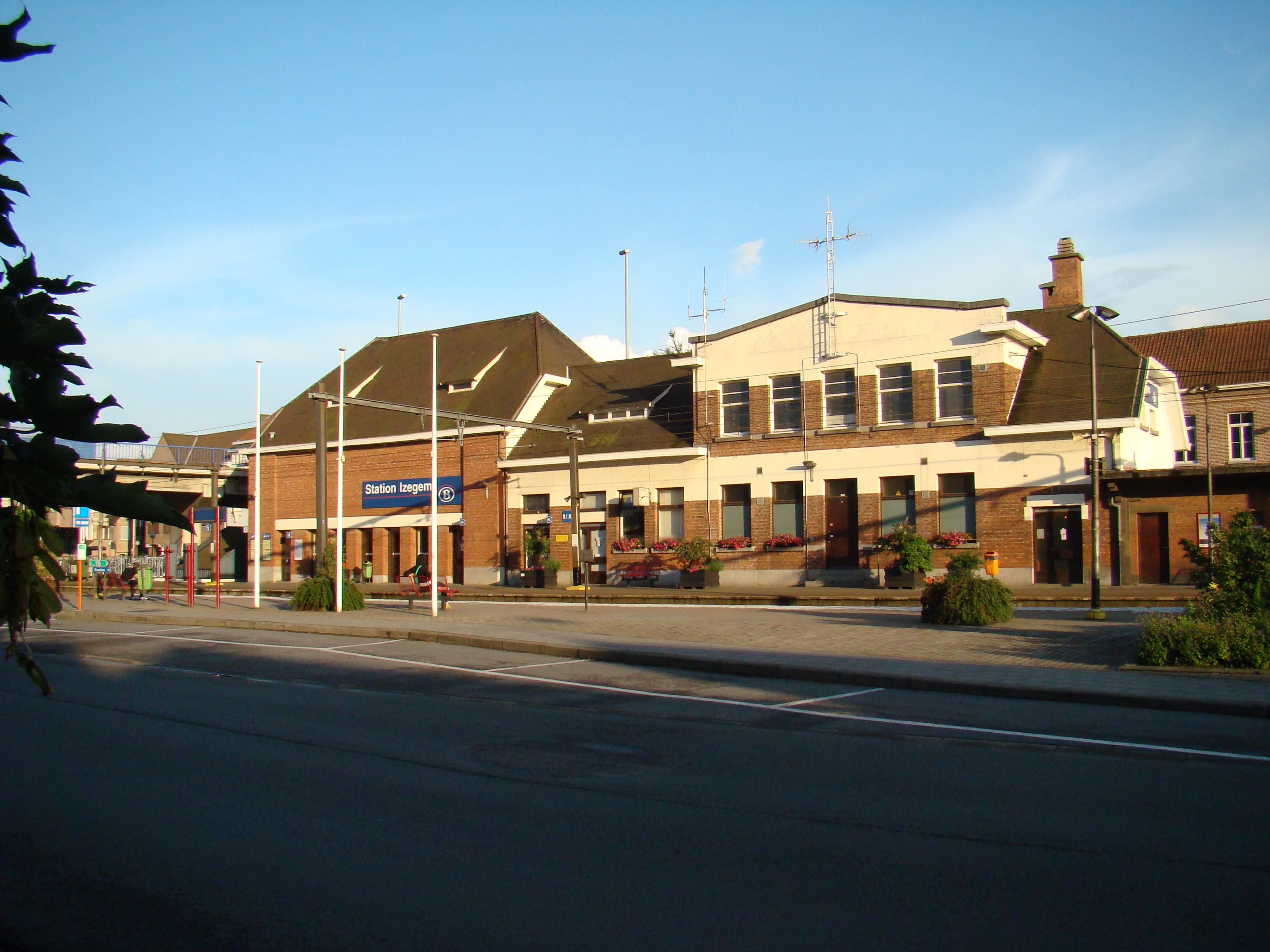
Gare vue de l'autre côté des voies.
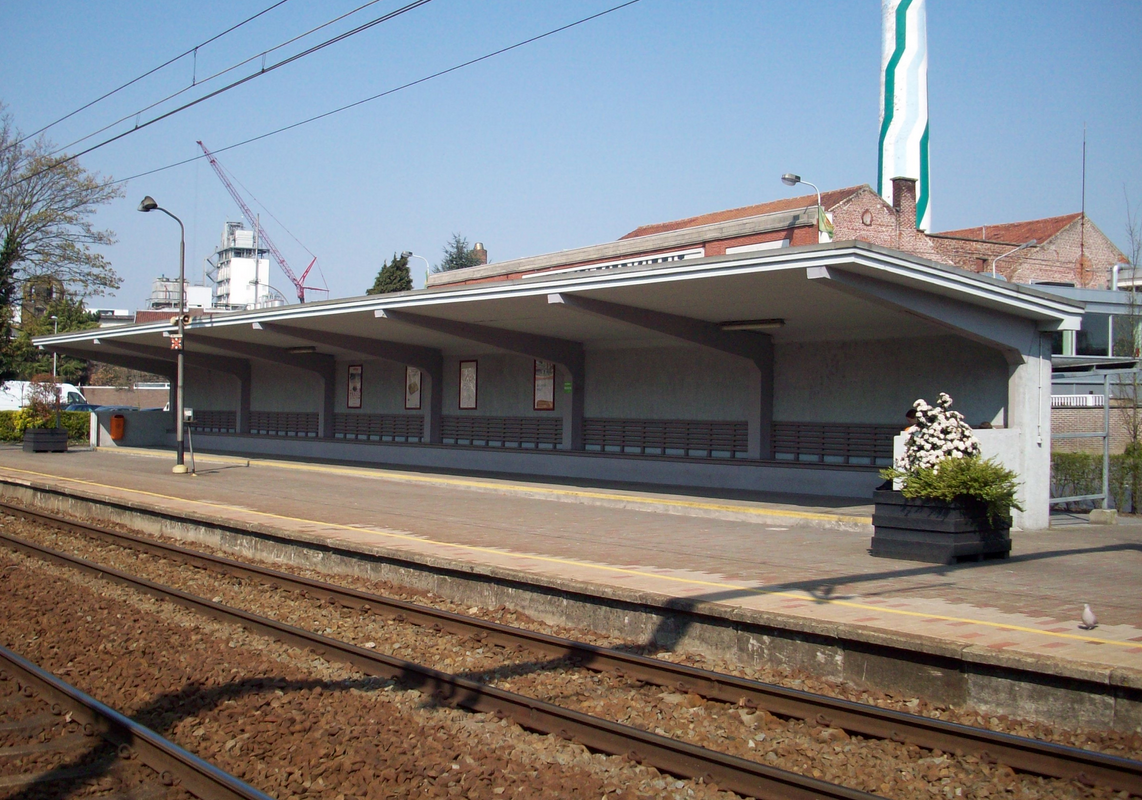
Abri de quai.
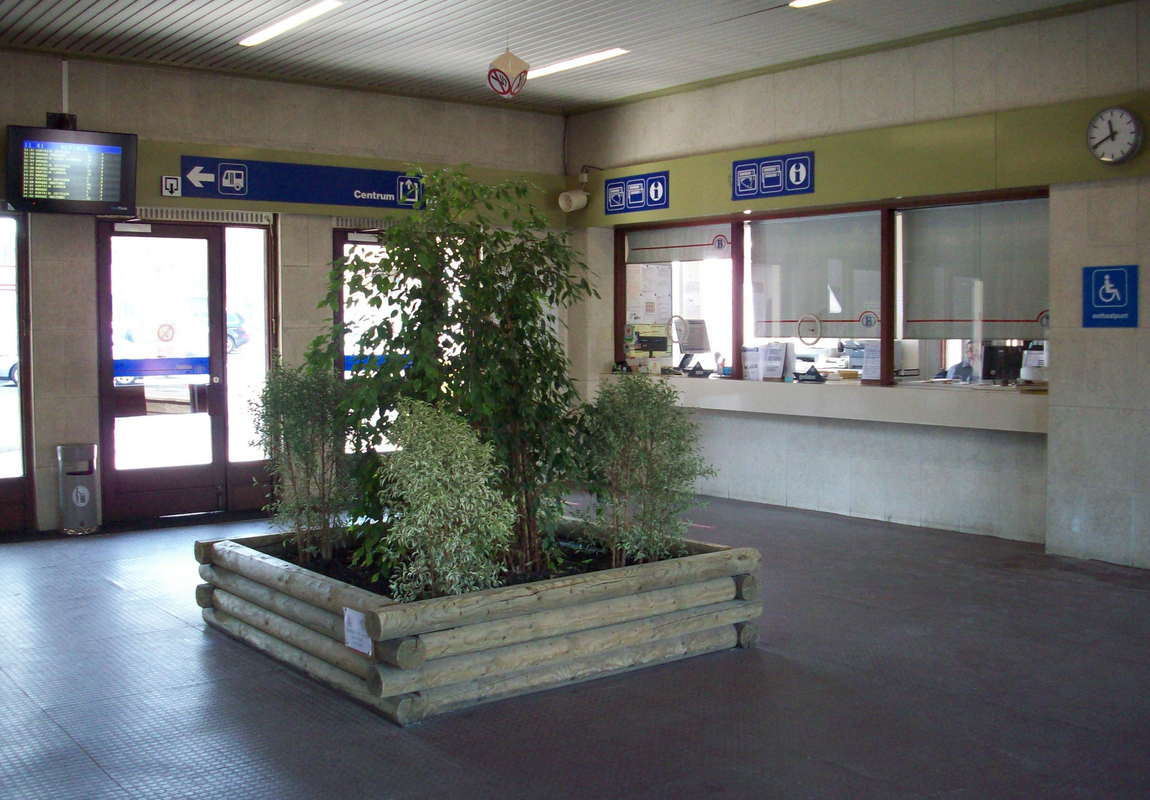
Guichets.
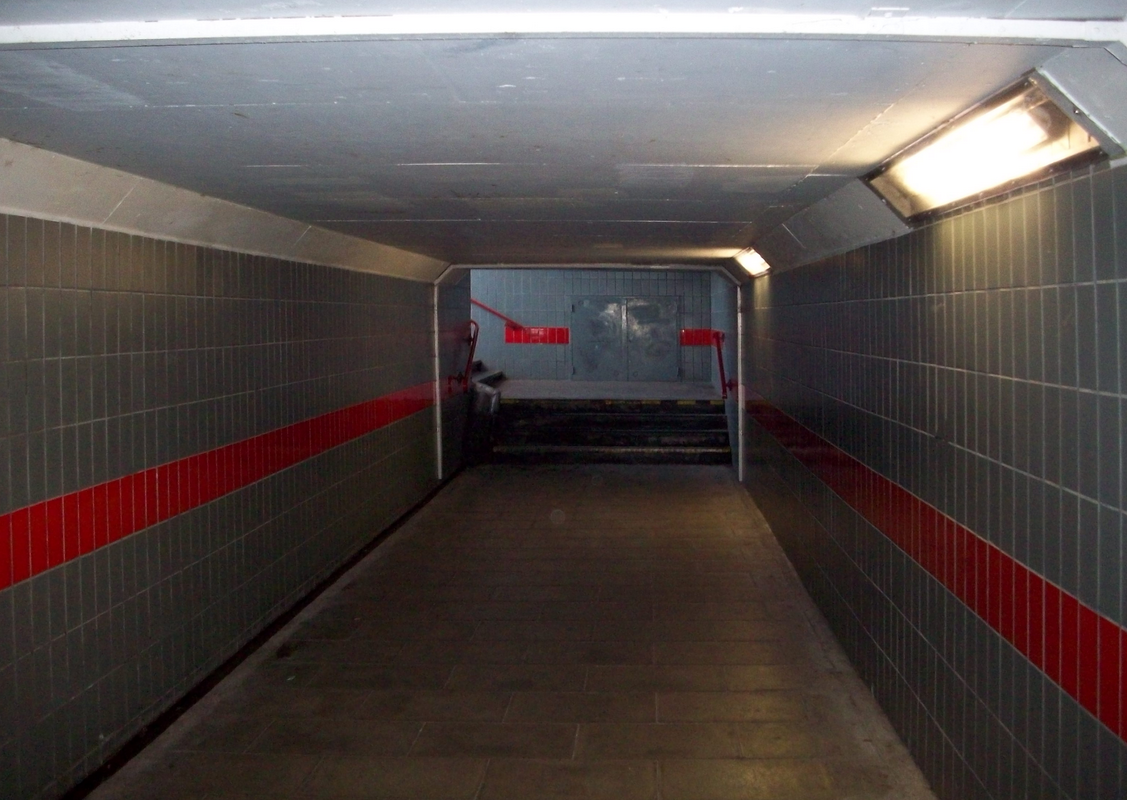
Souterrain.